# Sonvico
Sonvico is een gemeente en plaats in het Zwitserse kanton Ticino, en maakt deel uit van het district Lugano.
Sonvico telt 1734 inwoners.